# Lista över vattendrag i Lettland
Detta är en lista över de vattendrag i Lettland som antingen tillhör de 10 längsta eller de 10 med störst avrinningsområde. 
Nedan visas en klickbar karta över vattendragen (tjocka linjer) och deras bifloder (smala linjer). Vissa av vattendragen är biflöden till vattendrag som mynnar i havet utanför Lettland. 
| Vattendrag | Mynnar i   | Längd (km) | Avrinnings- område (km2) |
| ---------- | ---------- | ---------- | ------------------------ |
| Daugava    | Rigabukten | 1 005      | 87 900                   |
| Gauja      | Rigabukten | 440,7      | 8 900                    |
| Venta      | Östersjön  | 346        | 11 800                   |
| Nemunėlis  | Lielupe    | 191        | 4 050                    |
| Zilupe     | Velikaja   | 190        | 2 040                    |
| Ogre       | Daugava    | 188        | 1 730                    |
| Rītupe     | Velikaja   | 176        | 3 012                    |
| Mūsa       | Lielupe    | 164        | 5 320                    |
| Pededze    | Aiviekste  | 159        | 1 690                    |
| Ludza      | Rītupe     | 155        | 1 570                    |
| Švėtė      | Lielupe    | 123        | 2 390                    |
| Dubna      | Daugava    | 120        | 2 780                    |
| Lielupe    | Rigabukten | 119        | 17 600                   |